# Challant (Italia)
Challant (pron. fr. AFI: [ʃalɑ̃]) è stato un comune italiano della Valle d'Aosta.

## Storia
Istituito nel 1928 unendo i comuni di Challant-Saint-Anselme e Challant-Saint-Victor. Il nome venne italianizzato dal 1939 al 1946 in Villa Sant'Anselmo.
Venne soppresso nel 1946 per la ricostituzione dei due comuni.
Dal 1976, mediante apposita legge, i due comuni hanno ripreso la "d" finale, in ossequio alla grafìa tradizionale.